# 森本慎太郎
森本 慎太郎（もりもと しんたろう、1997年〈平成9年〉7月15日 - ）は、日本のアイドル、俳優。男性アイドルグループ・SixTONESのメンバー。愛称は慎ちゃん。
石川県金沢市生まれ、神奈川県横浜市出身。STARTO ENTERTAINMENT所属。

## 来歴
生後10か月でセントラルに所属。2006年、小学3年生の時にジャニー喜多川の目に留まりオーディション無しでジャニーズ事務所に入所、ジャニーズJr.として活動を始める。
2007年、『2007 謹賀新年 あけましておめでとう ジャニーズJr.大集合』でコンサート初出演。「すごいステージに立ってしまい全てが衝撃的だった」と当時を語る。
同年、兄・龍太郎も所属していたジャニーズJr.内ユニット・Tap Kidsにも加入。その後も舞台『滝沢演舞城 2007』『DREAM BOYS』をはじめ、ドラマ『受験の神様』『恋して悪魔〜ヴァンパイア☆ボーイ〜』に出演し、各方面で活躍の場を広げる。
2009年『スノープリンス 禁じられた恋のメロディ』のオーディションに合格。映画初出演にして主演の原田草太役に選ばれる。主人公草太と自分の性格や環境が全く異なり、演じることがとても難しかったが、唯一似ているところが明るく元気なところであり、いつもの自分を隠さずそのまま出して演じるよう心掛けたと語る。 同年10月15日、ベルギーのアントワープ市内で同映画のワールドプレミアが開催。脚本を手がけた小山薫堂、事務所の先輩の中山優馬とともに「ベルギー・フランダース政府観光局友好大使」に任命される。 そして11月1日、森本をリーダーとした11人のメンバーでスノープリンス合唱団が2010年1月までの期間限定で結成。12月2日には「スノープリンス」でCDデビューすることが発表される。映画公開に伴い、『クレヨンしんちゃん』スペシャル番組『オラ泣いちゃうぞ！感動の映画スペシャル』内で放送される『スノープリンスだゾ』に、映画と同じ原田草太役で声優として出演。初挑戦となるアフレコに「最初は緊張したが、しんちゃんの声やセリフが面白くて、緊張をやわらげてくれた。とてもやりやすかった」と語った。同アニメを毎週見ており、自らも幼稚園の時に「しんちゃん」という愛称で呼ばれていたこともあり、“ダブルしんちゃん”の実現に「共演できてうれしいです」と感想を述べた。
2012年4月14日、テレビドラマ『私立バカレア高校』の桜木達也役で主演。同年9月8日・9日、『私立バカレア高校』出演のJr.メンバー6人でジャニー喜多川に直談判して実現した、通称・バカレア組メインコンサート『Johnny's Dome Theatre 〜SUMMARY2012〜』に出演。
2015年5月1日に公演された『ジャニーズ銀座2015』にて『私立バカレア高校』出演メンバー6人のグループSixTONES結成を発表。
2016年春、堀越高等学校を卒業。
2020年1月22日、SixTONESのメンバーとしてCDデビュー。

## 人物
入所後わずか1年足らずで2007年放送のドラマ『受験の神様』に出演。しかし、演技未経験ゆえに未熟であることを自覚していた。また、視聴率やジャニーズJr.に対する評価を気に病み、プレッシャーに圧し潰されそうになるが事務所の先輩に弱音を吐くことも出来ず苦悩していたという。また、学校でも放課後すぐに帰宅して仕事に向かう日々を送っていたため「仕事をするたびにどんどん友達がいなくなる（寂しい）気持ち」であった。仕事の現場では明るく振る舞いながら家では泣いていたという。
現在のSixTONESメンバー5人と共演した『私立バカレア高校』が一つの転機となる。「ドラマに出るたびに友達を失うと思っていた自分が初めて対等な立場で話せる仲間、チームを得られた」と語る。その後、6人はバラバラになるが『ジャニーズ銀座2015』での再集結後は、「この世界に身を置く限り浮き沈みと危機感は絶えないが、同じ目標を持つSixTONESがいれば乗り越えられる」「一度離れていたからこそ自分を出しつつまわりを生かすことができるようになり、良きライバルであり良き仲間であるという感情も出てきた」と改めて仲間の存在に気づかされたという。

### 入所経緯
小学校3年生の時、兄・龍太郎が出演していたKAT-TUNのコンサートを見た帰りに中華料理店で家族で食事をしていたところ、偶然通りかかったジャニー喜多川に兄と間違われ声をかけられる。その後「龍太郎くんの弟だよね？タッキーのソロコンに来ちゃいなよ」と誘いを受ける。自宅にも電話が掛かってきたが、当時、森本は空手に夢中であり、念願の黒帯を取得したばかりということもあって断ったという。3度目の電話で「見学だけならば」と、母親とともに舞台を見に行くとジャニー喜多川自らが舞台裏を案内。その際、舞台のリハーサルに参加したところ初体験ながらダンスに魅了された。空手を辞めてジャニーズ事務所に入所する決心を固める。入所にあたっては喜多川の推薦ということもありオーディションは免除された。

### 特技・趣味
「スポーツ歴と得意なスポーツ」の問いに対し、サッカー、空手、スイミング、サーフィンなどを挙げている。
中学時代は体操部に所属しており、ゆか、あん馬、跳馬、鉄棒などの技を習得。とりわけ「ゆか」が一番得意であるという。なお、ロンダードバック転は入部前の2009年夏にすでに習得していた。こうした経歴からアクロバットを特技としステージでもたびたび披露している。
2013年『フレッシュジャニーズJr. IN 横浜アリーナ』では「back to BACK」で台の上から宙返りをきめ、2014 年『ガムシャラSexy夏祭り!!』2015 年『ガムシャラ！SUMMER STATION』でもチーム羅で出場しダブルダッチに合わせ2メートルの高さから台宙をする大技で見せ場を作った。
2015年『 少年たち 世界の夢が…戦争を知らない子供達』ショータイムでは「Day breaker」でSnow Manの佐久間大介とともに連続アクロバットを披露、2016年『少年たち 危機一髪！』では、Snow Manの宮舘涼太とコンビでダンスで世界制覇を目指す役を演じアクロバットダンスを披露。宮舘とシンクロで階段の上から台宙を披露するなど、ステージ上でも数多くのアクロバットパフォーマンスを演じている。
空手では、小学2年生の時に関東大会で2連覇し全国大会4位まで進出しており、父親と共に出場した大会でも親子の部で3位に入賞している。黒帯所持者であるが、初めて参加したリハーサルでダンスに夢中になり、入所を機にやめる。空手経験があるにもかかわらず腕相撲がとても弱い。
2013年より始めたサーフィンはショートボードを愛用し、波に乗っていると無になれる時間を趣味として楽しんでいる。
スポーツ以外では、ドラムにも挑戦しており、2016年『ジャニーズ銀座 2016』では「この星のHIKARI」を演奏、2017年Sexy Zoneの菊池風磨の単独コンサート『Summer Paradise 2017/風 is I?』でも「fragile」でドラムを担当した。
『ザ!鉄腕!DASH!!』を通じて一級小型船舶操縦士や、ユンボを運転できる資格、潜水士の資格を取得。

### 憧れの先輩
"男として目指したい先輩"として木村拓哉の名前を挙げている。ジュニアに対してもフレンドリーに接し、常に優しく同性からも憧れられる、木村のような兄貴肌の人間になることが目標であると語る。また"エンターテイナーとして目標とする先輩"には滝沢秀明の名を挙げ、リーダーシップと演技力を兼ね備えてジャニーズの世界観を体現しており、ステージに立っているだけで華がある憧れの先輩であると評していた。

## 作品
JASRAC公式サイトの「作品データベース検索サービス」におけるアーティスト名「森本慎太郎」での登録内容をもとに記述。

### ソロ曲
- I'm in love（作詞：森本慎太郎、作曲：DJ-SHU）JASRAC作品コード：244-7684-6
- Love is... -『CREAK』〈初回盤B〉収録
- Life is... - 『BOYZ』〈初回盤B〉収録

### ユニット曲
髙地優吾
- My Hometown - 『1ST』〈初回盤B:音色盤〉収録

 ジェシー
- LOUDER - 『CITY』〈初回盤B〉収録

田中樹
- OPA! - 『声』〈初回盤B〉収録

京本大我
- 希望の唄 - 『THE VIBES』〈初回盤B〉収録

松村北斗
- Don't Know Why - 『GOLD』〈初回盤B〉収録

## 受賞歴
2023年
- 第26回 日刊スポーツ・ドラマグランプリ 春ドラマ 主演男優賞（『だが、情熱はある』）[53]

2025年
- 第48回日本アカデミー賞 新人俳優賞・話題賞 俳優部門（『正体』）[54][55]

## 出演
ユニットとしての出演はTap Kids、森本慎太郎withスノープリンス合唱団、スノープリンス合唱団#出演、SixTONES#出演を参照。個人での出演のみ記載。

### テレビドラマ
- 受験の神様（2007年7月14日 - 9月22日、日本テレビ） - 西園寺忠嗣 役[56]
- ドラマ8 バッテリー（2008年4月3日 - 6月12日、NHK総合テレビ） - 原田青波 役
- 恋して悪魔〜ヴァンパイア☆ボーイ〜（2009年7月7日 - 9月8日、関西テレビ） - 三浦将太 役
- 働くゴン!（2009年9月23日、日本テレビ） - 権俵咲 役
- 左目探偵EYE 第4話（2010年2月13日、日本テレビ） - 島田貴弘 役
- 私立バカレア高校（2012年4月14日 - 6月30日、日本テレビ） - 主演・桜木達也 役[57][58]
- GTO（2012年7月3日 - 9月11日、関西テレビ） - 村井國男 役[59]
  - GTO 秋も鬼暴れスペシャル（2012年10月2日、関西テレビ）
  - GTO 正月スペシャル（2013年1月2日、関西テレビ）
  - GTO完結編 さらば鬼塚!卒業スペシャル（2013年4月2日、関西テレビ）
- 幽かな彼女（2013年4月9日 - 6月18日、関西テレビ） - 根津亮介 役
- 部活、好きじゃなきゃダメですか?（2018年10月22日 - 12月25日、日本テレビ） - 一色 役[60]
- 監察医 朝顔（2019年7月8日 - 9月23日、フジテレビ） - 森本琢磨 役[61]
  - 監察医 朝顔2（2020年11月2日 - 2021年3月22日、フジテレビ）[62]
  - 監察医 朝顔2022スペシャル（2022年9月26日、フジテレビ）[63]
  - 監察医 朝顔2025新春スペシャル（2025年1月3日、フジテレビ）[64]
- 武士スタント逢坂くん!（2021年7月27日 - 9月28日、日本テレビ） - 緋村清人 役[65]
- ナンバMG5（2022年4月13日 - 6月22日、フジテレビ） - 大丸大助 役[66][67]
  - ナンバMG5 特別編「全開バリバリでアリガト」編（2022年6月29日、フジテレビ）[68]
- ZIP! 朝ドラマ「泳げ!ニシキゴイ」（2022年7月19日 - 9月16日、日本テレビ） - 主演・長谷川雅紀 役[69]（渡辺大知とダブル主演）
- 探偵ロマンス（2023年1月21日 - 2月11日、NHK総合） - 梅澤潤二 役[70]
- だが、情熱はある（2023年4月9日 - 6月25日、日本テレビ） - 主演・山里亮太 役（高橋海人とダブル主演）[71]
- 街並み照らすヤツら（2024年4月27日 - 6月29日、日本テレビ）- 主演・竹野正義 役[72][73]
- アイシー〜瞬間記憶捜査・柊班〜（2025年1月21日 - 3月25日、フジテレビ） - 穂村正吾 役[74]

### 配信ドラマ
- 森本刑事のオジさん監察日記（2020年11月2日 - 配信、FOD） - 主演・森本琢磨 役[75]

### 映画
- スノープリンス 禁じられた恋のメロディ（2009年12月12日） - 主演・原田草太 役[76]
- 劇場版 私立バカレア高校（2012年10月13日） - 主演・桜木達也 役[77]
- 忍ジャニ参上! 未来への戦い（2014年6月7日、松竹） - 東の忍者・ハヤテ 役[78]
- 映画 少年たち（2019年3月29日、松竹） - ヒロト 役[79]
- 燃えよ剣（2021年10月15日[80][81]、東宝 / アスミック・エース） - 市村鉄之助 役[82]
- Gメン（2023年8月25日、東映） - 梅田真大 役[83][84]
- 正体（2024年11月29日、松竹） - 野々村和也 役[85]

### 吹き替え
- F1/エフワン（2025年6月27日、ワーナー ブラザー映画） - ジョシュア・ピアス 役（ダムソン・イドリス）[86]

### バラエティ
- YOUたち!（2006年10月 - 2007年9月、日本テレビ）[87]
- お茶の水ハカセ（2009年11月17日 - 2011年3月、TBS）[88]
- モウソリスト（2013年10月 - 2014年9月、フジテレビ）[89]
- ガムシャラ!（2014年4月12日 - 2016年4月2日、テレビ朝日）[90]
- ザ!鉄腕!DASH!!（2020年2月 - 、日本テレビ） - 番組内企画「DASH島」に「通称：シンタロー」として参加[91]。その後「グリル厄介」[92]や「DASH村」にも参加[93]。「DASH海岸」では趣味のダイビングでの経験から企画を提案するなど、積極的に番組へ参加している[94]。

### 音楽番組
- ガムシャラJ’s Party !!（2014年5月3日 - 2015年2月28日、テレ朝チャンネル1）[95][96]

### 情報番組
- ZIP! (2022年8月、日本テレビ) - 2022年8月度週替わり金曜パーソナリティー(2022年8月26日放送分を担当)

### テレビアニメ
- クレヨンしんちゃん オラ泣いちゃうゾ!感動の映画スペシャル
  - 「スノープリンスだゾ」（2009年12月18日、テレビ朝日） - 原田草太 役[97]

### CM
- ロッテ「チョコパイ」（2009年11月 - ?）[98]
- サーティワンアイスクリーム「GW31%OFFキャンペーン」（2013年4月27日 - ?）[99]
- 日本ハム
  - 「プルドポーク」（2021年5月14日 - ）ジェシーと共演[100]
  - 「シャウエッセン」（2022年11月11日 - ） - ジェシーと共演[101]

### 舞台
- 滝沢演舞城 2007（2007年7月3日 - 29日、新橋演舞場）[6]
- DREAM BOYS
  - DREAM BOYS（2007年9月5日 - 30日、帝国劇場） - ユウキ 役[102]（森本龍太郎、京本大我とトリプルキャスト[103]）
  - DREAM BOYS（2008年3月4日 - 30日、帝国劇場） - ユウキ 役[102]
  - DREAM BOYS（2023年9月9日 - 28日、帝国劇場） - シンタロウ 役[104]
  - DREAM BOYS（2024年10月9日 - 29日、帝国劇場） - シンタロウ 役[105]
- SUMMARY
  - SUMMARY 2008（2008年8月2日 - 9月5日、お台場・青海 J地区特設会場「Johnnys Theater」）[106]
  - Johnny's Dome Theatre 〜SUMMARY2012〜（2012年9月8日 - 9日、東京ドームシティホール）[20]
- PLAYZONE2010〜ROAD TO PLAYZONE〜（2010年7月9日 - 8月1日、青山劇場）[107]
- ジャニーズ銀座
  - みんなクリエに来てクリエ!2011【PART 4】（2011年5月23日 - 29日、シアタークリエ）[108]
  - Live House ジャニーズ銀座（2013年4月29日・30日・5月11日・25日・31日〔noon boyz + ジャニーズJr〈〈Part1〉〉〕、5月12日・5月26日〔松島聡 / マリウス葉 + Sexy Boyz + ジャニーズJr.〈〈Part〉〉〕、シアタークリエ）[109]
  - ジャニーズ銀座 2014〔ジャニーズJr.〈Part1 & Part2〉〕（2014年5月9日 - 11日・28日・29日、シアタークリエ）[110][111]
  - ジャニーズ銀座 2015〔出演者C〕（2015年4月30日・5月1日・3日・4日、シアタークリエ）[112][113]
- ANOTHER（2013年9月4日 - 28日、日生劇場）[114]

### コンサート
- 2007 謹賀新年 あけましておめでとう ジャニーズJr.大集合（2007年1月2日 - 7日、日本武道館）[115]
- 年末ヤング東西歌合戦!東西Jr.選抜大集合2010! A.B.C-Z+ジャニーズJr.選抜 VS 中山優馬+関西Jr.選抜（2010年11月27日、NHKホール）[116]
- フレッシュジャニーズJr. IN 横浜アリーナ（2012年12月16日、横浜アリーナ）[32]
- ガムシャラ J's Party !! Vol.4（2014年5月13日 - 14日、EXシアター六本木）[117]
- ガムシャラSexy夏祭り!! 〔チーム羅〕[118]（2014年7月31日・8月2日・4日 - 5日・7日 - 8日、EXシアター六本木）
- ガムシャラ J's Party !! Vol.6（2014年12月17日 - 18日、EXシアター六本木）[119]
- ガムシャラ J's Party!! Vol.7（2015年1月23日 - 1月26日、EXシアター六本木）[120]
- ガムシャラ! サマーステーション 〔チーム羅〕（2015年7月25日、27日、29日、31日、8月7日、11日、12日、14日、EXシアター六本木）[121]

### イベント
- プロ野球ロッテ・オリックス戦 始球式（2009年9月26日）[122]

### PV
- SMAP「Joy!!」（2013年） - 楽曲のコーラスにも参加している[123]。